# エチドロン酸
エチドロン酸(Etidronic acid,INN)、1-ヒドロキシエタン-1,1-ジホスホン酸 (HEDP)はビスホスホネート構造を持つ有機リン化合物で、食品添加物、医薬品、化粧品、水処理剤、洗剤またはその原料として使用されている。
エチドロン酸塩はエチドロネートと呼ばれ、MnHEDP(M:陽イオン, n:Mの価数、最大4)と略される。

## キレート剤 、抗酸化物質
エチドロン酸はキレート剤で、Ca、Fe等の陽イオンをキレートする金属封鎖剤として用いられる。だが、生活排水に大量に混入すると地下水汚染の原因となるという指摘もある。ホスホン酸として、非合金鋼の腐食を抑制する。また、脂肪酸の酸化、酸敗を抑制する。
硬水の影響を防止するため洗剤に添加される。遷移金属による過酸化物の分解を防ぐため、漂白剤にも添加される。
乳化剤、粘度調整、ラジカル抑制等の目的で化粧品にも添加される。特に法規制を受けている物質ではないが、使用後はよく洗い流すことが推奨される。
また、水泳プールの薬品としても用いられ、水垢を防止する効果がある。

## 用途

### 医薬品
エチドロネート(ダイドロネル)はビスホスホネート製剤で、骨粗鬆症、骨ページェット病の治療、骨の強化に用いられる。
ビスホスホネートは破骨細胞活性を抑えることで骨吸収を阻害し、骨を強化する。だがエチドロネートは他のビスホスホネートと違い、骨の石灰化も阻害する。このため骨粗鬆症の治療には、アレンドロネートのような他のビスホスホネートが使用される。エチドロネートをこの目的で用いる場合、石灰化への影響を最小限にするため短期間の投与に留めなければならない。
エチドロネートの継続的な投与は石灰化を完全に阻害するので、異所性骨化の治療に用いられる。しかし、長期的な使用は骨軟化症を引き起こす。

### 化学
HEDPは様々な分野で、冷却水、低圧ボイラー、油田などの配管の腐食、スケールを抑制するために使われる。繊維業界では金属、非金属双方に対する洗剤として。染色業界では過酸化物安定化剤、染色固着剤として。鍍金業界では非シアン系キレート剤として使われる。スケールの防止には1–10mg/L、腐食防止には10–50mg/L、洗剤としては1000–2000mg/Lの濃度で用いる。ポリカルボン酸と共に用いることが多い。

### 食品分野
国内では元々食品添加物として認められていなかったが、米国や欧州では既に食品への利用が定着していることから食品添加物として認められた。米国などでは食品の殺菌及び殺菌後の日持ちに利用されている過酢酸製剤の一部として食品での残留が認められている。そのため国内でも規格の整備が進み、2016年より過酢酸製剤に添加する目的に限り使用が許可されている。エチドロン酸は、韓国や豪州、中国などでも食品添加物として認められている。